# LHS 1140
LHS 1140 – gwiazda w gwiazdozbiorze Wieloryba, odległa od Słońca o około 48,8 roku świetlnego. Odkryto dwie planety krążące wokół tej gwiazdy.

## Charakterystyka
LHS 1140 jest czerwonym karłem, reprezentuje typ widmowy M. Ma masę równą 18% masy Słońca, promień równy około 21% promienia Słońca, temperaturę ok. 3100 K i jasność 0,4% jasności Słońca. Gwiazda ma wiek oceniany na 5 miliardów lat, obraca się wolno wokół osi i jest spokojna – nie przejawia gwałtownych rozbłysków typowych dla młodszych czerwonych karłów.

## Układ planetarny
W 2017 odkryto pierwszą planetę krążącą wokół tej gwiazdy, która z punktu widzenia obserwatora na Ziemi przechodzi przed tarczą gwiazdy. To pozwala wyznaczyć jej promień. Dłuższe obserwacje pozwoliły precyzyjnie wyznaczyć jej masę i promień: jest on równy 1,730 ± 0,025 promienia Ziemi; masa jest równa 5,60 ± 0,19 M🜨. Nie jest to, jak początkowo sądzono, planeta skalista (superziemia), tylko prawdopodobnie mini-Neptun z atmosferą wodorowo-helową stanowiącą ~0,1% masy, lub planeta oceaniczna zawierająca 9-19% wody. Planeta krąży w ekosferze wokół gwiazdy, otrzymuje 43% promieniowania docierającego do Ziemi. Jeśli jest planetą oceaniczną, to na jej powierzchni może istnieć woda w stanie ciekłym. Ze względu na bliskość względem Układu Słonecznego i zjawisko tranzytów jest ona dobrą kandydatką do badań składu atmosfery (o ile ją posiada), w szczególności pod kątem obecności substancji, które świadczą o występowaniu życia. Jej współczynnik podobieństwa do Ziemi ma wartość 0,66.
Zidentyfikowana rok później druga planeta ma mniejszy promień (1,272 ± 0,026 R🜨) i masę (1,91 ± 0,06 M🜨). Krąży bliżej gwiazdy, dociera do niej 5 razy więcej promieniowania niż do Ziemi, a temperatura równowagowa powierzchni jest oceniana na ponad 420 K.
| Towarzyszka | Masa minimalna [M🜨] | Promień [R🜨]  | Okres orbitalny [d] | Półoś wielka [au] | Ekscentryczność | Temperatura równowagowa [K] |
| ----------- | ------------------- | ------------- | ------------------- | ----------------- | --------------- | --------------------------- |
| c           | 1,91 ± 0,06         | 1,272 ± 0,026 | 3,777940 ± 0,000002 | 0,0270 ± 0,0005   | <0,050          | 422 ± 7                     |
| b           | 5,60 ± 0,19         | 1,730 ± 0,025 | 24,73723 ± 0,00002  | 0,0936 ± 0,0024   | <0,043          | 226 ± 4                     |